# 모리모토촌
모리모토촌(森本村)은 이시카와현 가호쿠군에 설치되었던 촌이다.